# Villar del Monte
Villar del Monte es una localidad española del municipio de Truchas, en la provincia de León, comunidad autónoma de Castilla y León.
Es un pequeño pueblo perteneciente a la comarca de La Cabrera, situado en plena sierra de La Cabrera Alta, inmerso en un paisaje montañoso que va variando durante los meses del año. Conserva un rico patrimonio etnográfico y arquitectónico, testigo vivo de la cultura cabreiresa. Cuenta con la Casa Museo del Encaje, que fue inaugurada el 20 de octubre de 2009.
Su término, junto con el de Baillo, Corporales, La Cuesta, Cunas,  Iruela, Manzaneda, Pozos, Quintanilla de Yuso, Truchas, Truchillas, Valdavido y Villarino, conforma el municipio de Truchas.

## Fiestas
En Villar se celebró tradicionalmente una feria el día de Nuestra Señora de Guadalupe, fijada el domingo siguiente al de Pascua de Resurrección, en la que se vendía y compraba de todo.